# Georges Loinger
Georges Loinger (Estrasburgo, 29 de agosto de 1910 — Paris, 28 de dezembro de 2018) foi um combatente da Resistência Francesa durante a Segunda Guerra Mundial.

## Infância e família
Loinger nasceu em 29 de agosto de 1910 em Estrasburgo, França (então parte do Império Alemão), filho de Solomon Loinger (1883–1941) e Mina Werzberg (1886–1981). Primo de Marcel Marceau e tio da cantora israelense Yardena Arazi. Em 1925 entrou no movimento juvenil sionista Hatikvah.

## Segunda Guerra Mundial
Começou a lutar contra a Alemanha Nazista no início da Segunda Guerra Mundial, mas foi capturado em 1940. No entanto, Loinger escapou do campo de prisioneiros no final daquele ano e se juntou à Resistência Francesa. Durante aquele tempo resgatou centenas de crianças judias durante o curso da guerra.

## Vida tardia e honrarias
Completou 100 anos de idade em agosto de 2010. Em março de 2013 foi recebido por Shimon Peres, ex-presidente de Israel. Recebeu a medalha de cidadão honorário da cidade de Estrasburgo em 2014. Em julho de 2016 foi oficial da Ordem do Mérito da República Federal da Alemanha.

### Morte
Loinger morreu em Paris em 28 de dezembro de 2018, com a idade de 108 anos.